# ナイキスト (競走馬)
ナイキスト（Nyquist）はアメリカ合衆国の競走馬である。主な勝ち鞍は2015年のブリーダーズカップ・ジュヴェナイル、2016年のケンタッキーダービー。

## デビュー前
ナイキストは、ケンタッキーのサマーヒルファーム（Summerhill Farm）で2010年のエクリプス賞最優秀2歳牡馬アンクルモーの初年度産駒として産まれた。その後、当歳時にキーンランド・ノーベンバーセールにおいて18万ドルで、1歳時にキーンランド・セプテンバーセールで23万ドルで取り引きされた。そして2歳時にはファシグ・ティプトン・マーチセールでデニス・オニールに40万ドルで購入された。
ナイキストの名は、スウェーデン人のアイスホッケー選手、グスタフ・ナイキスト（Gustav Nyquist）にちなんで名付けられた。

## 競走馬時代

### 2歳時（2015年）
2015年6月15日に、サンタアニタパーク競馬場の5ハロンの新馬戦でデビュー。10頭での競走で、単勝8.5倍の3番人気であった。マリオ・グティエレス（Mario Gutierrez）が騎乗したこの競走で、ナイキストはスタートから先頭に立ち、最後の直線で圧倒的1番人気（単勝1.5倍）のアニーズキャンディ（Annie's Candy）に交わされたが差し返し、アタマ差で勝利した。
2戦目は8月8日にデルマー競馬場で行われたベストパルステークス（G2、ダート8ハロン、6頭）に出走、単勝2.0倍の1番人気に支持された。道中は先頭集団につけ、最後は2着のスワイプ（Swipe）に5馬身半差をつけて優勝した。この競走の後に、オニールは「肉体的にも精神的にもベストで、自厩舎の2歳馬ではナンバーワンだ」と述べている。
3戦目には、9月7日に行われたデルマーフューチュリティ（G1、ダート7ハロン、6頭）に出走。前走でも対戦したスワイプやアニーズキャンディも出走したが、1.5倍の圧倒的な1番人気に推された。レースでは先頭のAnnie's Candyが最初の半マイルを44.54秒のハイペースで逃げるなか、ナイキストは2-3番手を追走する。最終コーナーでアニーズキャンディを交わすと2着のスワイプに3馬身3/4差をつけて勝利した。
4戦目は9月26日にサンタアニタパーク競馬場で行われたフロントランナーステークス（G1、ダート8.5ハロン、8頭）に出走、今回も1.5倍の1番人気に推された。先頭が半マイルを47.01秒というペースに落とすなか、この競走でもナイキストはレース序盤から2番手を進む。最後の直線で先頭に立つと、追い込んできたスワイプの追撃を振り切り優勝した。しかし、比較的遅いタイムと3/4馬身という着差から、スタミナに疑問を呈される結果となった。
2歳戦の締めくくりとして、10月31日にキーンランド競馬場で行われたブリーダーズカップ・ジュヴェナイル（G1、ダート8.5ハロン）に出走。14頭の出走馬の中で、単勝5.7倍の3番人気であった。ナイキストはスタート直後に他馬と接触してやや遅れるが、すぐに盛り返して中団の外目を追走する。直線入口で先頭に立つと、最後はスワイプに追い上げられたが半馬身差をつけて無敗での優勝を飾った。
11月2日に、ダーレーが種牡馬としての権利を購入し、引退後はケンタッキーのジョナベルファーム（Jonabell Farm）で繋養される事が発表された。
エクリプス賞の投票では、261票中255票を集め、最優秀2歳牡馬に選出された。

### 3歳時（2016年）
2016年は、サンヴィセンテステークス（G2、6頭）から始動。この競走はダート7ハロンという距離の短さから近年はケンタッキーダービーを目指す馬の出走は無かったが、短距離戦から始動するのは1980年代までは見られたステップである。1.4倍に推されたナイキストはスタートから逃げ最初の半マイルを44.49秒で通過。最後の直線ではエグザジャレイター（Exaggerator）に詰め寄られたが1馬身半でこれに勝利した。勝ちタイムはこの競走で過去3番目に早いものであった。
次走はフロリダダービー（G1、ダート10ハロン、10頭）に出走した。
この競走には、5戦無敗で重賞4連勝中であったモヘイメン（Mohaymen）も出走を表明しており、その対決が注目を集めた。単勝1番人気は1.8倍でモヘイメンが獲得、ナイキストは2.2倍で2番人気であった。レースでは、道中はナイキストが後続を引き付けながら逃げる。3-4コーナーでモヘイメンが差を詰めにかかると、それに応じてナイキストもペースを上げる。直線に入るとナイキストが突き放し勝利を収めた。一方モヘイメンは4着に敗れた。
5月7日に行われたアメリカクラシック三冠競走の第1戦・ケンタッキーダービー（G1、ダート10ハロン）では1番人気で出走。20頭立ての13番枠から発走したナイキストは、1コーナーを曲がる頃にはいつものように逃げ馬を前に見る2-3番手を進む。直線入口までに先頭に立つと2着のエグザジャレイターに1馬身1/4差を付けて優勝した。無敗でケンタッキーダービーを制覇したのは、2008年のビッグブラウン以来史上8頭目、ブリーダーズカップ・ジュウヴェナイルとケンタッキーダービーの両方を制覇したのは、ストリートセンスに続く史上2頭目である。またオーナーのJ・ポール・レッダム（J. Paul Reddam）（馬主としての名義はReddam Racing LLC）とマリオ・グティエレス騎手、ダグ・オニール調教師のチームは、2012年にもアイルハヴアナザーでケンタッキーダービーを制覇している。
しかし2冠制覇を目指したプリークネスステークス（G1、ダート9.5ハロン、11頭）では、馬場が悪いなかをハイペースで逃げて最後に失速。エグザジャレイターらに交わされ3着に敗れ、初黒星を喫した。
なお、プリークネスステークスの後に熱発を発症し、5月24日には白血球の数が異常に多かったことからベルモントステークスへの出走をとりやめた。ピムリコ競馬場で治療を続け、8月のトラヴァーズステークスでの復帰を目指し調整された。そして7月31日のハスケルインビテーショナルハンデキャップで復帰したが4着、続く9月のペンシルベニアダービーは6着に終わる。その後、ブリーダーズカップ・クラシックに向けて調整されていたが故障のため回避、そのまま引退が決まった。引退後は2017年よりケンタッキー州レキシントンのジョナベルファームで種牡馬入りする。

## 種牡馬時代
初年度の種付料は4万ドルに設定された。
2020年、グレツキーザグレートがカナダのサマーステークスを勝利、ヴェクイストがBCジュベナイルフィリーズを勝利、と初年度産駒から2頭のG1優勝馬が出た。年間の総収得賞金は242万4083ドルで、新種牡馬ランキングのトップとなった。2歳馬リーディングでもイントゥミスチーフに次ぐ2位となっている。この成功を受けて2021年の種付料は7万5000ドルにアップすることになった。

### 主な産駒
2018年産
- グレツキーザグレート / Gretzky the Great - サマーステークス
- ヴェクイスト / Vequist - スピナウェイステークス、ブリーダーズカップ・ジュヴェナイルフィリーズ

2019年産
- スローダウンアンディ / Slow Down Andy - オーサムアゲインステークス

2020年産
- ランダマイズド / Randomized - アラバマステークス、オグデンフィップスステークス
- ヨハネス / Johannes - シューメイカーマイルステークス

2021年産
- カヴァリエリ / Cavalieri - ビホルダーマイルステークス

2022年産
- イマーシヴ / Immersive - スピナウェイステークス、アルシバイアディーズステークス、ブリーダーズカップ・ジュヴェナイルフィリーズ
- テンマ / Tenma - デルマーデビュータントステークス
- ヴェロシティ / Velocity - デルマーオークス

## 競走成績
| 出走日     | 競馬場                 | 競走名                    | 格 | 距離  | 頭数 | 着順 | 騎手           | 着差      | タイム  | 1着（2着）馬      | 出典   |
| ---------- | ---------------------- | ------------------------- | -- | ----- | ---- | ---- | -------------- | --------- | ------- | ----------------- | ------ |
| 2015.06.06 | サンタアニタパーク     | メイドン                  |    | D5f   | 10頭 | 1着  | M.グティエレス | アタマ    | 0:56.43 | （Annie's Candy） | [ 6 ]  |
| 0000.08.09 | デルマー               | ベストパルS               | G2 | D6.5f | 6頭  | 1着  | M.グティエレス | 5 1/4馬身 | 1:16.84 | （Swipe）         | [ 7 ]  |
| 0000.09.07 | デルマー               | デルマーフューチュリティS | G1 | D7f   | 6頭  | 1着  | M.グティエレス | 3 3/4馬身 | 1:23.28 | （Swipe）         | [ 9 ]  |
| 0000.09.26 | サンタアニタパーク     | フロントランナーS         | G1 | D8.5f | 8頭  | 1着  | M.グティエレス | 0 3/4馬身 | 1:44.89 | （Swipe）         | [ 11 ] |
| 0000.10.31 | キーンランド           | BCジュヴェナイル          | G1 | D8.5f | 14頭 | 1着  | M.グティエレス | 0 1/2馬身 | 1:43.79 | （Swipe）         | [ 13 ] |
| 2016.02.15 | サンタアニタパーク     | サンヴィセンテS           | G2 | D7f   | 5頭  | 1着  | M.グティエレス | 1 1/2馬身 | 1:20.71 | （Exaggerator）   | [ 18 ] |
| 0000.04.02 | ガルフストリームパーク | フロリダダービー          | G1 | D9f   | 10頭 | 1着  | M.グティエレス | 3 1/4馬身 | 1:49.11 | （Majesto）       | [ 21 ] |
| 0000.05.07 | チャーチルダウンズ     | ケンタッキーダービー      | G1 | D10f  | 20頭 | 1着  | M.グティエレス | 1 1/4馬身 | 2:01.31 | （Exaggerator）   | [ 24 ] |
| 0000.05.21 | ピムリコ               | プリークネスS             | G1 | D9.5f | 9頭  | 3着  | M.グティエレス |           |         | Exaggerator       | [ 29 ] |
| 0000.07.31 | モンマスパーク         | ハスケル招待S             | G1 | D9f   | 6頭  | 4着  | M.グティエレス |           |         | Exaggerator       | [ 35 ] |
| 0000.09.24 | パークスレーシング     | ペンシルベニアダービー    | G2 | D9f   | 12頭 | 6着  | M.グティエレス |           |         | Connect           | [ 36 ] |

## 血統表
| Nyquistの血統                  | Nyquistの血統             | Nyquistの血統       | （血統表の出典）    | （血統表の出典） |
| 父系                           | カロ系                    | カロ系              | カロ系              | [ § 2 ]          |
| 父 Uncle Mo 2008 鹿毛          | 父の父Indian Charlie 1995 | In Excess           | Siberian Express    | Siberian Express |
| 父 Uncle Mo 2008 鹿毛          | 父の父Indian Charlie 1995 | In Excess           | Kantado             |                  |
| 父 Uncle Mo 2008 鹿毛          | 父の父Indian Charlie 1995 | Soviet Sojourn      | Leo Castelli        | Leo Castelli     |
| 父 Uncle Mo 2008 鹿毛          | 父の父Indian Charlie 1995 | Soviet Sojourn      | Political Parfait   |                  |
| 父 Uncle Mo 2008 鹿毛          | 父の母Playa Maya 2000     | Arch                | Kris S.             | Kris S.          |
| 父 Uncle Mo 2008 鹿毛          | 父の母Playa Maya 2000     | Arch                | Aurora              |                  |
| 父 Uncle Mo 2008 鹿毛          | 父の母Playa Maya 2000     | Dixie Slippers      | Dixieland Band      | Dixieland Band   |
| 父 Uncle Mo 2008 鹿毛          | 父の母Playa Maya 2000     | Dixie Slippers      | Cyane's Slippers    |                  |
| 母 Seeking Gabrielle 2007 栗毛 | 母の父Forestry 1996       | Storm Cat           | Storm Bird          | Storm Bird       |
| 母 Seeking Gabrielle 2007 栗毛 | 母の父Forestry 1996       | Storm Cat           | Terlingua           |                  |
| 母 Seeking Gabrielle 2007 栗毛 | 母の父Forestry 1996       | Shared Interest     | Pleasant Colony     | Pleasant Colony  |
| 母 Seeking Gabrielle 2007 栗毛 | 母の父Forestry 1996       | Shared Interest     | Surgery             |                  |
| 母 Seeking Gabrielle 2007 栗毛 | 母の母Seeking Regina 1992 | Seeking The Gold    | Mr. Prospector      | Mr. Prospector   |
| 母 Seeking Gabrielle 2007 栗毛 | 母の母Seeking Regina 1992 | Seeking The Gold    | Con Game            |                  |
| 母 Seeking Gabrielle 2007 栗毛 | 母の母Seeking Regina 1992 | Fulbright Scholar   | Cox's Ridge         | Cox's Ridge      |
| 母 Seeking Gabrielle 2007 栗毛 | 母の母Seeking Regina 1992 | Fulbright Scholar   | Matriculation       |                  |
| 母系(F-No.)                    | 6号族(FN:6-f)             | 6号族(FN:6-f)       | 6号族(FN:6-f)       | [ § 3 ]          |
| 5代内の近親交配                | Northern Dancer 5×5       | Northern Dancer 5×5 | Northern Dancer 5×5 | [ § 4 ]          |
| 出典                           | 1. 2. 3. 4.               | 1. 2. 3. 4.         | 1. 2. 3. 4.         | 1. 2. 3. 4.      |